# Lepophidium staurophor
Lepophidium staurophor är en fiskart som beskrevs av Robins, 1959. Lepophidium staurophor ingår i släktet Lepophidium och familjen Ophidiidae. Inga underarter finns listade i Catalogue of Life.